# Агнеса Дюрер
Агнеса Дюрер, уроджена Фрей (нім. Agnes Dürer geb. Frey, нар. 1475, Нюрнберг — пом. 28 листопада 1539, там само) — дружина Альбрехта Дюрера.

## Життєпис

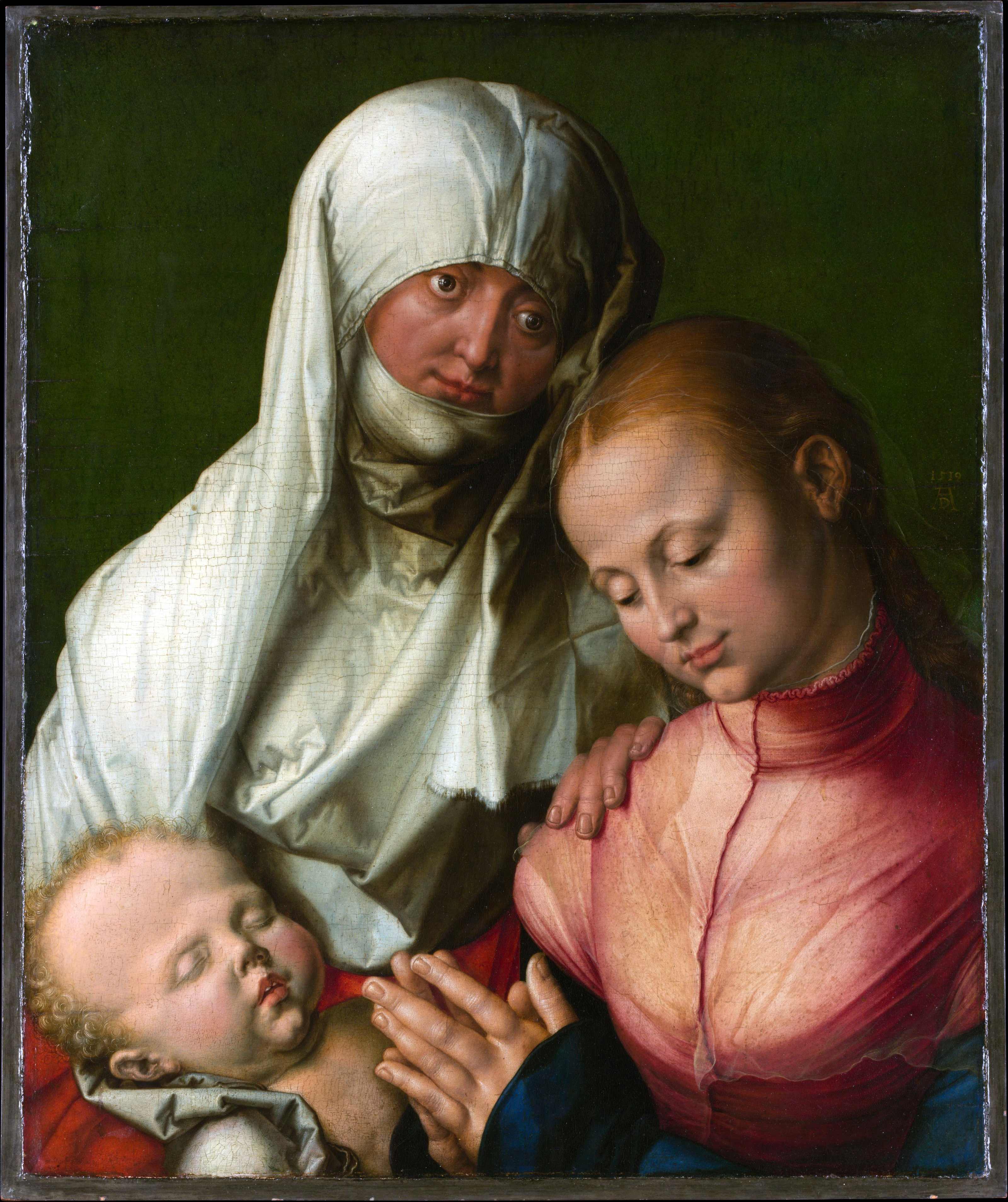
А. Дюрер. «Свята Анна з Марією і немовлям Ісусом». Агнеса Дюрер в образі святої Анни, 1519, Метрополітен-музей, Нью-Йорк

Агнеса була дочкою мідника Ганса Фрея, друга Альбрехта Дюрера старшого, і його дружини Анни. 7 липня 1494 року вона вийшла заміж за Альбрехта Дюрера, який, за бажанням своїх батьків, повинен був перервати свою подорож німецькими землями як підмайстра. У «Родинній хроніці», складеній наприкінці життя самим Дюрером, наведені умови шлюбної угоди, в тому числі відзначено, що придане Агнеси склало 200 флоринів. Ніщо не вказує на те, що Дюрер не бажав цього шлюбу.

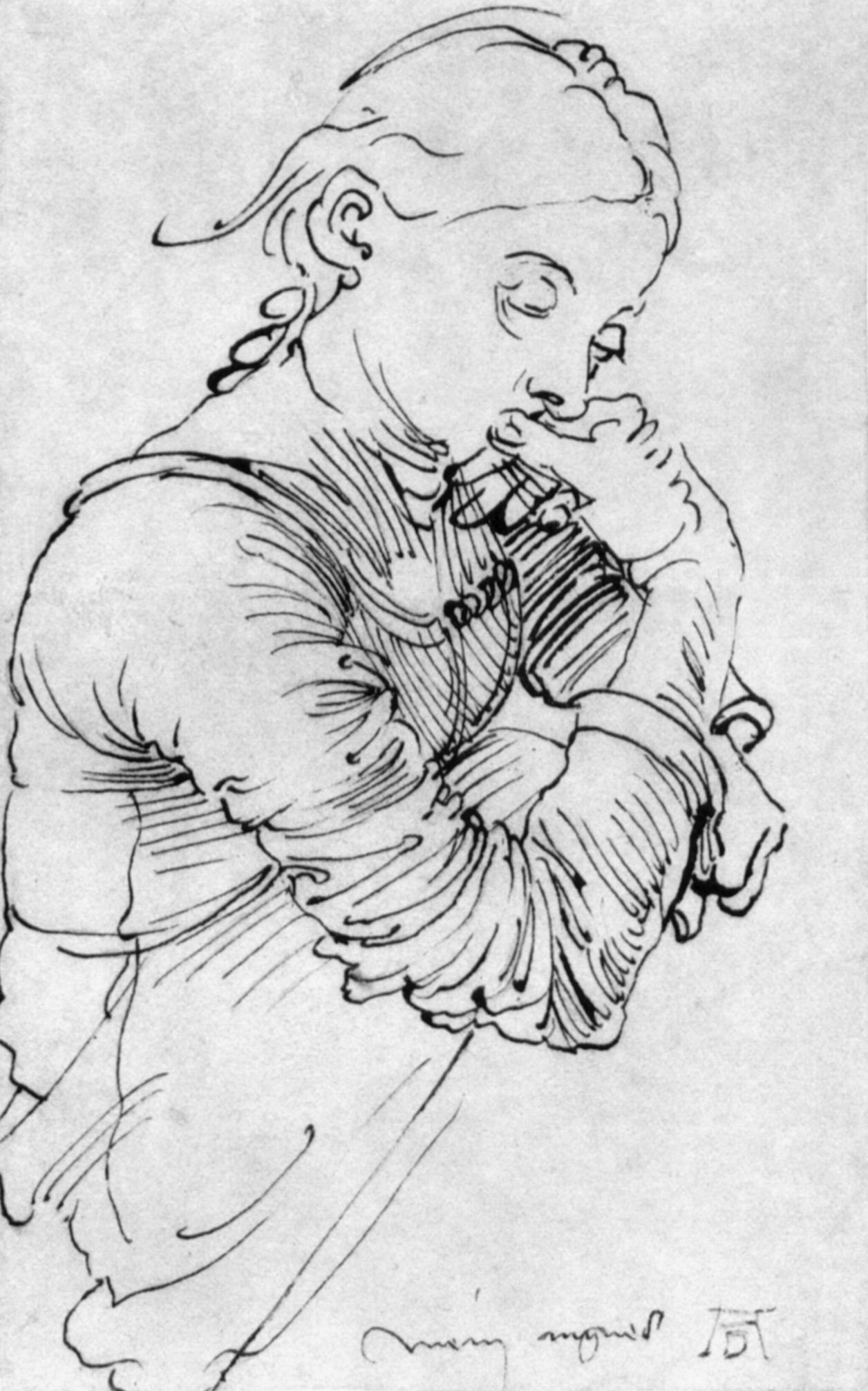
А. Дюрер. Агнеса Дюрер. Малюнок пером. 1494

Агнеса займалася продажем гравюр чоловіка. Вона регулярно відвідувала великі ярмарки, але зазвичай продавала відбитки на щотижневому ринку в Нюрнберзі, де стояла поруч з торговцями фруктами і овочами. Задокументовані її поїздки на великі ярмарки у Лейпцигу і Франкфурті. Приміром, відомо, що у вересні 1505 року вона вирушила до Франкфурту на найбільший книжковий ярмарок Німеччині, і повернулася додому тільки в травні 1506 року, затримавшись, ймовірно, через спалах епідемії чуми в Нюрнберзі. Під час другої поїздки чоловіка до Італії (1506), Агнеса стала на чолі його нюрнберзької майстерні. У 1520–1521 роках Дюрери здійснили подорож Нідерландами.
У поружжя не було дітей, і в їхніх стосунках не завжди панувала згода. Відомий лист Дюрера до друга Віллібальда Піркгеймера, де він відпускає грубі жарти на адресу своєї дружини і називає її «старою вороною» (alte Krähe). Пізніше Піркгеймер в листі до Йоганна Черте звинувачував дружину художника в тому, що вона своїми докорами, а також тим, що, його, вже хворого, змушувала працювати, прискорила його смерть. Проте, коментатор цього листа відзначає, що такий відгук про Агнесу свідчить скоріш за все про пригнічений стан Піркгеймера у той час, ніж про справжній стан речей.
Після смерті чоловіка вона залишилася відповідно до шлюбного контракту його єдиною спадкоємицею, а статки, залишені Дюрером оцінювалися у 6874 флорина. Агнеса продовжувала жити в будинку на Циссельгассе і продавати його роботи. У 1528 році імператор Карл V підтвердив її права власності на трактат Дюрера про людські пропорції. Після смерті Агнес в 1539 році за її заповітом у пам'ять про чоловіка була заснована стипендія для студентів, які вивчали теологію.

## Портрети Агнеси Дюрер
У 1494 році Дюрер намалював перший портрет Агнеси, останнім став малюнок, зроблений в Нідерландах на 27 річницю весілля. Вважається, що Агнеса була моделлю святої Анни в картині «Свята Анна з Марією і немовлям Ісусом» (1519).